# 旅行保険

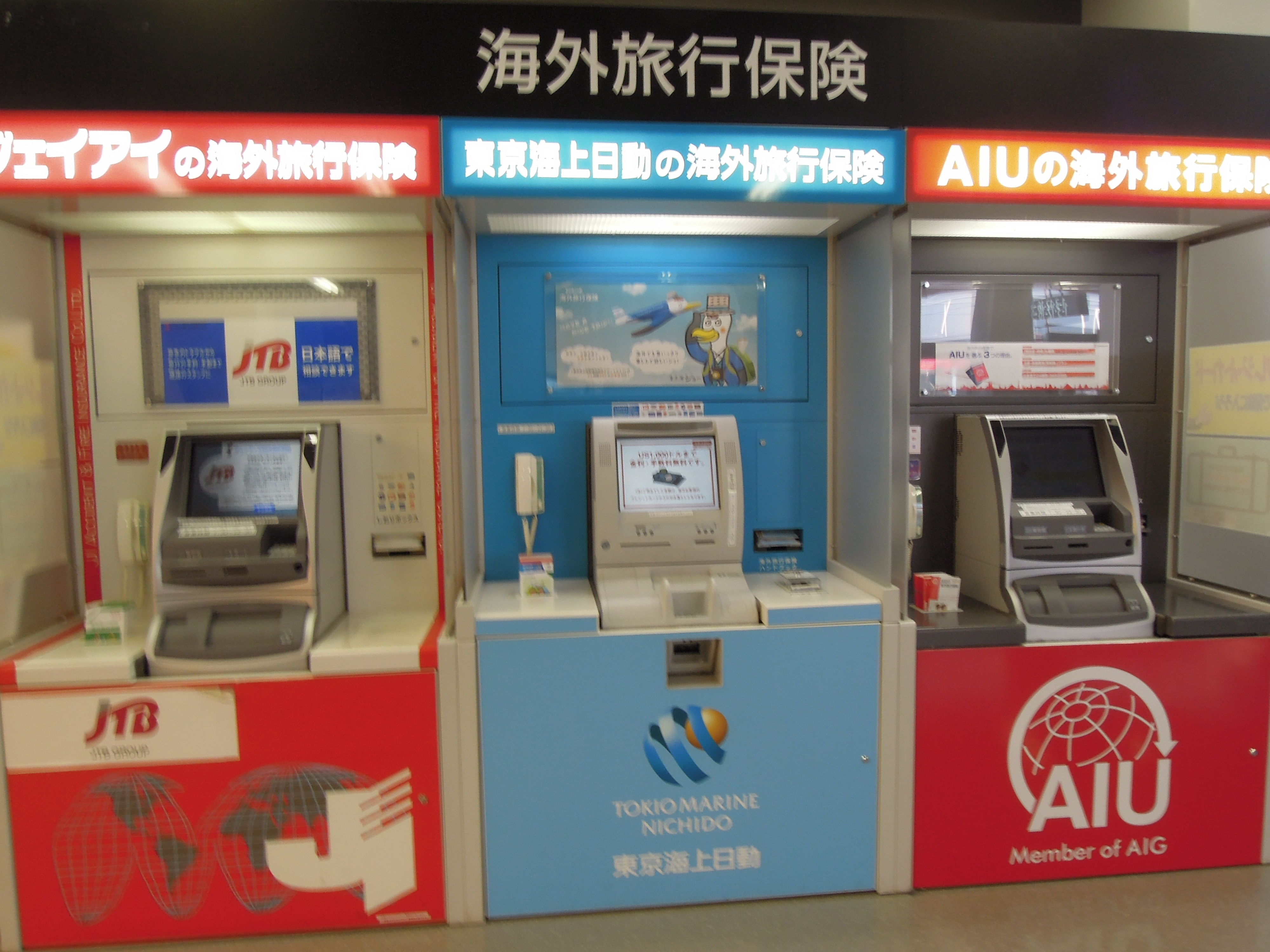
旅行保険の自動販売機

旅行保険（りょこうほけん）は、海外旅行や国内旅行中に発生した予期せぬ損害を補償する保険商品である。

## 概要
一般的に、海外旅行では気候、衛生環境の違い、長時間の移動や時差による疲労等による体調不良のリスクや、犯罪に巻き込まれるリスクがあるほか、海外では居住国で加入している医療保険などが基本的に利用できないため、旅行保険はそれらのリスクを補償する。
ジェイアイ傷害火災保険のデータ（2019年度）によれば、同社の保険加入者の4.14%が旅行期間中に事故が発生している。事故件数の多い項目は「治療・救援費用」（47.8%）、「携行品損害」（26.9%）、「旅行事故緊急費用」（20.4%）である。
日本で販売される保険商品では、旅行中の傷害・疾病医療費のほか、プランにより携行品損害、旅行のキャンセル、ロストバゲージ、航空機遅延、損害賠償などに対する補償が含まれる。

## 保険契約

### 保険料の算出
旅行保険はリスクベースであり、旅行者が保険に加入できるかどうかや、保険料の算出にあたっては様々な要素を考慮する。一般的には、渡航先の国・地域、旅行の期間、旅行者の年齢のほか、既往症、アドベンチャースポーツ、車両の運転、高価な電子機器に対する補償オプションの有無などによって決定される。一部の保険では旅行者が旅行中に保有する財産の価値を考慮して保険料が決定される。保険商品は、1度の旅行のみを補償するタイプもあれば、契約期間内の旅行であれば何度でも補償される「マルチ・トリップ」型のタイプもある
。

### 保険期間
ほとんどの保険商品は、商品によって差はあるものの、自宅から出発する前、あるいは空港など最初の出発地から出発する前に購入する必要がある。
また海外の一部の保険会社は、出発前に保険へ加入することを忘れたり、保険期限が切れたりした旅行者のために、海外滞在中でも加入できる保険を提供している。
ほとんどの保険商品は、出発地と帰着地が同じであることを前提としているが、いくつかの保険会社は海外移住者向けに片道の旅行保険を提供している。

### カード付帯旅行保険
クレジットカード発行会社の中には、カード保有者または旅行代金をカードで支払った利用者向けに旅行保険を提供しているものがあるが、これらの保険は一般的なもので、個人の要件や状況を考慮したものではない。クレジットカード付帯の旅行保険は、通常医療費用補償は300万円以下であるが、ジェイアイ傷害火災保険加入者のデータ（2019年度）では300万円以上が支払われる事故が41件（うち1000万円以上は7件）発生しており、補償内容が不足する場合もある。

## 保険の内容

### 傷害・疾病治療
海外でけがや病気になった場合、病院の診察料、薬代、救急車代、歯科治療費などが補償される。入院した場合、ほとんどの場合緊急アシスタンスサービスが含まれており、病院の医療費の支払保証、担当医との連絡、病院間の移動や居住国への搬送に関する手配を行うことができる。より包括的な商品では、家族などの救援者が現地に移動する費用を含むものもある。
旅行期間中に死亡した場合、通常居住国への遺体搬送費や葬儀にかかる費用が補償される。

### キャンセル料
包括的な保険商品では、予期せぬ事態による旅行のキャンセルに起因するキャンセル料やデポジットの損失が補償される。予期せぬ事態には、病気やけが、自然災害や悪天候、ストライキや暴動、ハイジャック、家族の緊急事態などが含まれる。その他、裁判員の選出、解雇、軍隊や緊急サービス従事者の召集、政府による渡航中止勧告の発出などが含まれる場合もある。

### 遅延費用
多くの保険商品では、乗継時間が規定を満たす場合、利用する交通機関が一定以上遅れた場合に代替輸送、宿泊、食事の費用が補償される。航空機の預入手荷物が遅延した場合に、衣料品や日用品などの必需品の購入費用が補償される場合もある。

### 携行品損害
パスポートなどの渡航書類を含む、旅行中の身の回り品の紛失、破損、盗難を補償する。また、現金の盗難に対する限定的な補償が含まれる場合もある。

### 賠償責任
旅行者が他人の身体や財産に損害を与えた場合の賠償責任を補償する。

### オプション
基本の補償に加え、多くの保険会社では、申告された既往症（喘息、糖尿病、癌など）、リスクの高いスポーツやアクティビティ（スキー、高所トレッキング、スキューバダイビングなど）、レンタカーの事故、クルージングなどの保険を提供している。

## 一般的な免責事項
旅行保険はリスクベースの商品であるため、多くの保険は、パンデミック、風土病、戦争やテロなど、広範囲で定量化できないリスクとなりうる事象を補償の対象から除外している。これらの判断は、日本の外務省が発表する危険情報など、政府の公式な渡航勧告にもとづいて行われることが多い。
旅行保険で一般的な免責事項には以下のようなものがある。
- 未申告の既往症
- 無免許運転
- 医療行為を受けることを目的とした旅行
- 待機的手術
- 不注意運転、飲酒、ドラッグの使用などによる事故
- 所持品の放置による紛失、盗難
- リスクの高いスポーツやアクティビティへの参加
- 政府の渡航中止勧告に反する旅行

## 旅行保険加入の義務付け
特定の国では、外国人旅行者はビザ取得やビザ免除の条件として、旅行保険への加入を証明する必要がある。これは、シェンゲン圏やアラブ首長国連邦のビザを申請する旅行者、キューバ、トルコ、ベラルーシへの全ての旅行者が該当する。タイとエジプトも同様の要件を導入する計画を発表している。また、ツアー会社やクルーズ会社によっては、利用者に旅行保険への加入を要求する場合がある。